# Tadeusz Filipowicz
Tadeusz Justyn Filipowicz (ur. 26 września 1887 w Trembowli, zm. w kwietniu 1940 w Charkowie) – polski inżynier rolnik, podpułkownik artylerii rezerwy Wojska Polskiego, ofiara zbrodni katyńskiej.

## Życiorys
Urodził się w rodzinie Antoniego i Justyny z Derpowskich. Był starszym bratem Pawła (1897-1940), podpułkownika artylerii, również zamordowanego w 1940 roku przez NKWD w Charkowie i Juliana (1895-1945), w kampanii wrześniowej dowódcy Wołyńskiej Brygady Kawalerii.
Tadeusz studiował w Akademii Rolniczej w Dublanach. W latach 1914–1918 walczył w szeregach armii Austro-Węgier. 1 listopada 1916 roku został mianowany porucznikiem w korpusie oficerów rezerwy artylerii. W 1918 roku jego oddziałem macierzystym był 30 pułk artylerii ciężkiej polowej.
W 1918 roku zgłosił się na ochotnika do Wojska Polskiego, brał udział w obronie Lwowa, a następnie został skierowany do 5 pułku artylerii polowej, w szeregach którego walczył w wojnie polsko-bolszewickiej.
Po zakończeniu działań wojennych pozostał w wojsku, został zweryfikowany do stopnia podpułkownika ze starszeństwem z dniem 1 czerwca 1919 roku i w 1921 roku został przeniesiony do rezerwy. Dyplom inżyniera rolnika uzyskał na Politechnice Lwowskiej.
W latach dwudziestych i trzydziestych mieszkał we wsi Dołhomościskach w powiecie mościskim ze swoją żoną Heleną Haszlakiewicz.
W czasie kampanii wrześniowej 1939 roku – po agresji ZSRR na Polskę – w nieznanych okolicznościach dostał się do niewoli sowieckiej. Przebywał w obozie w Starobielsku. Wiosną 1940 roku został zamordowany przez funkcjonariuszy NKWD w Charkowie i pogrzebany potajemnie w bezimiennej mogile zbiorowej w Piatichatkach, gdzie od 17 czerwca 2000 roku mieści się oficjalnie Cmentarz Ofiar Totalitaryzmu w Charkowie. Figuruje na Liście Starobielskiej NKWD, pod poz. 3486.

## Upamiętnienie
5 października 2007 roku minister obrony narodowej Aleksander Szczygło mianował go pośmiertnie na stopień pułkownika. Awans został ogłoszony 9 listopada 2007 roku w Warszawie, w trakcie uroczystości „Katyń Pamiętamy – Uczcijmy Pamięć Bohaterów”.

## Ordery i odznaczenia
- Krzyż Srebrny Orderu Virtuti Militari nr 1013 – 1921[12]
- Krzyż Niepodległości
- Krzyż Oficerski Orderu Odrodzenia Polski (2 maja 1922)[13]
- Krzyż Walecznych – dwukrotnie
- Medal Pamiątkowy za Wojnę 1918–1921
- Medal Dziesięciolecia Odzyskanej Niepodległości
- Krzyż Obrony Lwowa
- Brązowy Medal Zasługi Wojskowej z mieczami na wstążce Krzyża Zasługi Wojskowej
- Srebrny Medal Waleczności 1 klasy
- Krzyż Wojskowy Karola